# Antonio Vañek
Antonio Vañek (Buenos Aires, 9 de agosto de 1924-5 de junio de 2019) fue un militar argentino que sirvió como oficial superior en el Proceso de Reorganización Nacional, condenado en primera y segunda instancia a prisión perpetua por crímenes de lesa humanidad en el marco del genocidio.

## Origen
El biografiado nació en Buenos Aires el 9 de agosto de 1924. Cursó en la Escuela Naval Militar, donde se graduó como oficial de la Armada Argentina.

## Trayectoria como militar
En 1962, el entonces capitán de corbeta Vañek fue comandante del dragaminas ARA Robinson.
El contraalmirante Vañek era subjefe del Estado Mayor General de la Armada desde febrero de 1976. Tras el golpe de Estado del 24 de marzo de 1976, la Junta Militar designó al contraalmirante Vañek delegado en el Ministerio de Relaciones Exteriores y Culto, en la urgencia de cubrir los puestos que habían quedado vacíos. El 29 de marzo, el presidente designado Jorge Rafael Videla juró junto a sus ministros. En Relaciones Exteriores, asumió el vicealmirante César Guzzetti. En abril de 1976 dejó de ser subjefe del Estado Mayor.
Desde enero de 1977 hasta septiembre de 1978, se desempeñó como comandante de Operaciones Navales.
Entre 1978 y 1980, fue jefe del Estado Mayor General de la Armada.

## Causas judiciales
Cuando estaba por ser procesado, Vañek recibió indulto del presidente de la Nación Carlos Menem, en 1989.
En 1998, Vañek fue el primer militar en caer prisionero por una causa de apropiación de menores durante la última dictadura cívico-militar. A fines de ese año, recibió el arresto domiciliario por parte del juez federal Adolfo Bagnasco.
En 2009, un tribunal italiano condenó a Vañek a cadena perpetua por el homicidio de tres italianos. Fue condenado junto al ex comandante en jefe Emilio Eduardo Massera, entre otros.
En 2012, el Tribunal Oral Federal N.º 6 condenó a Vañek a 40 años de prisión e inhabilitación absoluta. Fue hecho, en la misma causa que integraba a los expresidentes de facto Jorge Rafael Videla y Reynaldo Bignone. El biografiado también fue procesado en la causa por el Plan Cóndor. En 2015, un tribunal le quitó la prisión domiciliaria.

## Fallecimiento
Antonio Vañek murió el 5 de junio de 2019 a los 94 años de edad, bajo prisión.